# Besta-pistola

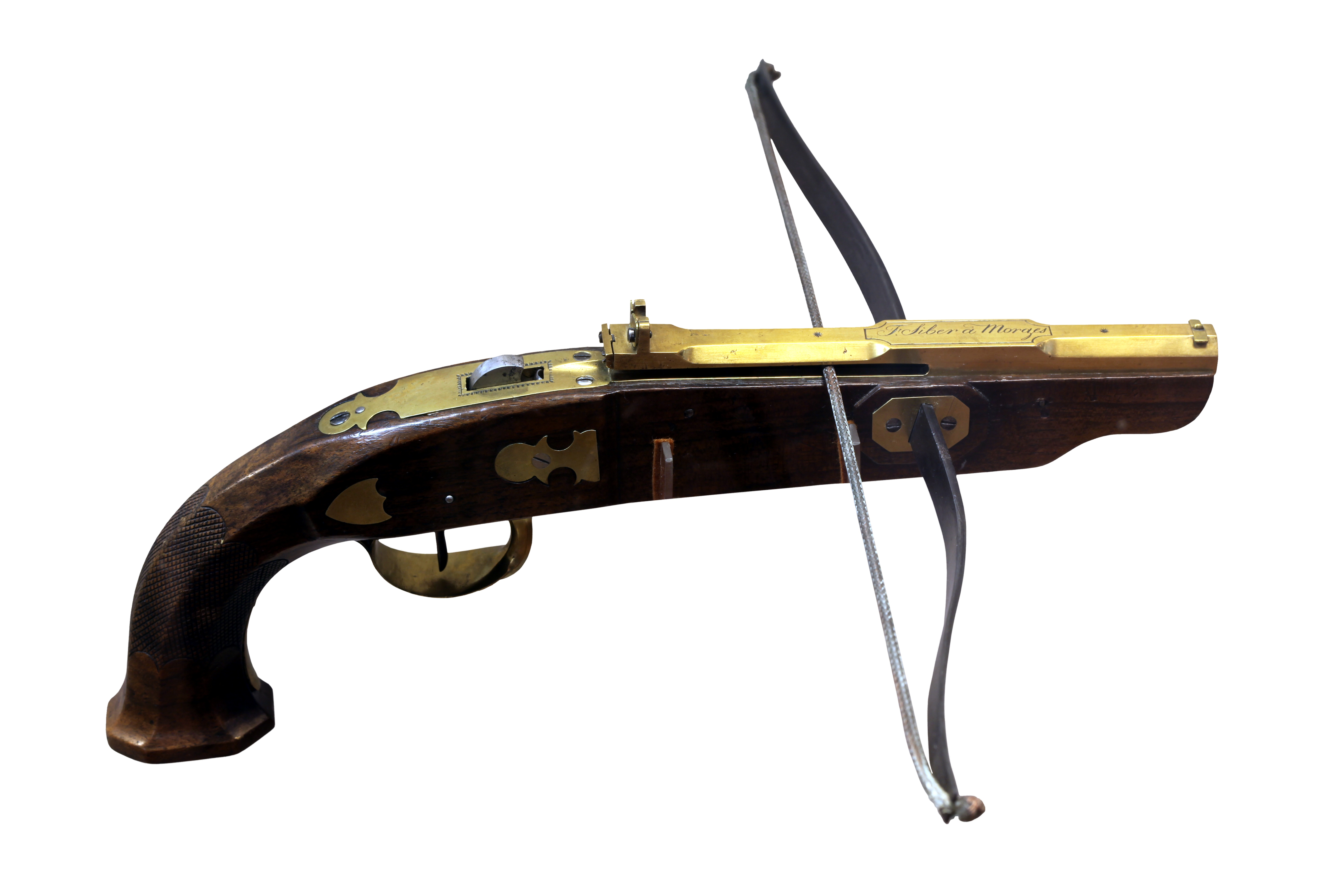
Besta-pistola, fabricada por Frédéric Siber, princípios do século XIX

A besta-pistola é uma arma branca de tiro, originária do século XVI, que projecta virotes pequenos. Trata-se de uma besta de pequenas dimensões, inspirada no balestrino italiano, que se serve de uma coronha, estilo pistola, na sua haste.Tem como escopos principais a actividade venatória (caça), no âmbito da caça passareira e da caça miúda, e o tiro ao alvo desportivo.
Esta qualidade de besta,em alemão dá pelo nome de feuerarmbrust, em italiano de balestrino-pistola e em inglês de pistol crossbow ou mini crossbow.
Trata-se de uma besta composta, ou seja, combina características próprias da besta, preservando o mecanismo de arco, com caracteristícas próprias das armas de fogo, designadamente a coronha de pistola, assente na haste, e o mecanismo de gatilho, também afeiçoado à guisa do das pistolas.
As bestas compostas são dotadas de um mecanismo de armamento à base de polias, que são uma espécie de roldana com correias de correr, semelhante às correias de uma bicicleta.
Este mecanismo de polias permite armar a besta à mão sem grande exerção física, sem acarretar qualquer prejuízo para o poder tênsil da corda e dispensando o recurso a mecânismos de armação. Se bem que há variantes que se servem de uma espécie de armatoste, para minorar ainda mais o esforço associado ao acto de armar a besta.
Os exemplares mais antigos deste tipo de bestas já existem desde do século XVI, sendo certo que sempre se trataram de raridades. Como o nome indica, e fazendo jus ao facto de ser uma besta composta, esta besta combina características da besta e da pistola.

## Precursores
O precursor da besta-pistola foi o balestrino italiano, que foi um tipo de besta de pequenas dimensões, dotada de um arco com uns exíguos 40 centímetros de semicircunferência, que se armava mediante o accionamente de um armatoste, inserido no corpo da haste. Podia ser transportada, furtivamente, à capucha, o que a tornava numa arma proibida. Disparava virotes especialmente pequenos (com pouco mais de cinco centímetros), amiúde envenenados.
Como o nome sugere, esta variedade de besta é oriunda da Itália, reportando-se ao período do Renascimento.

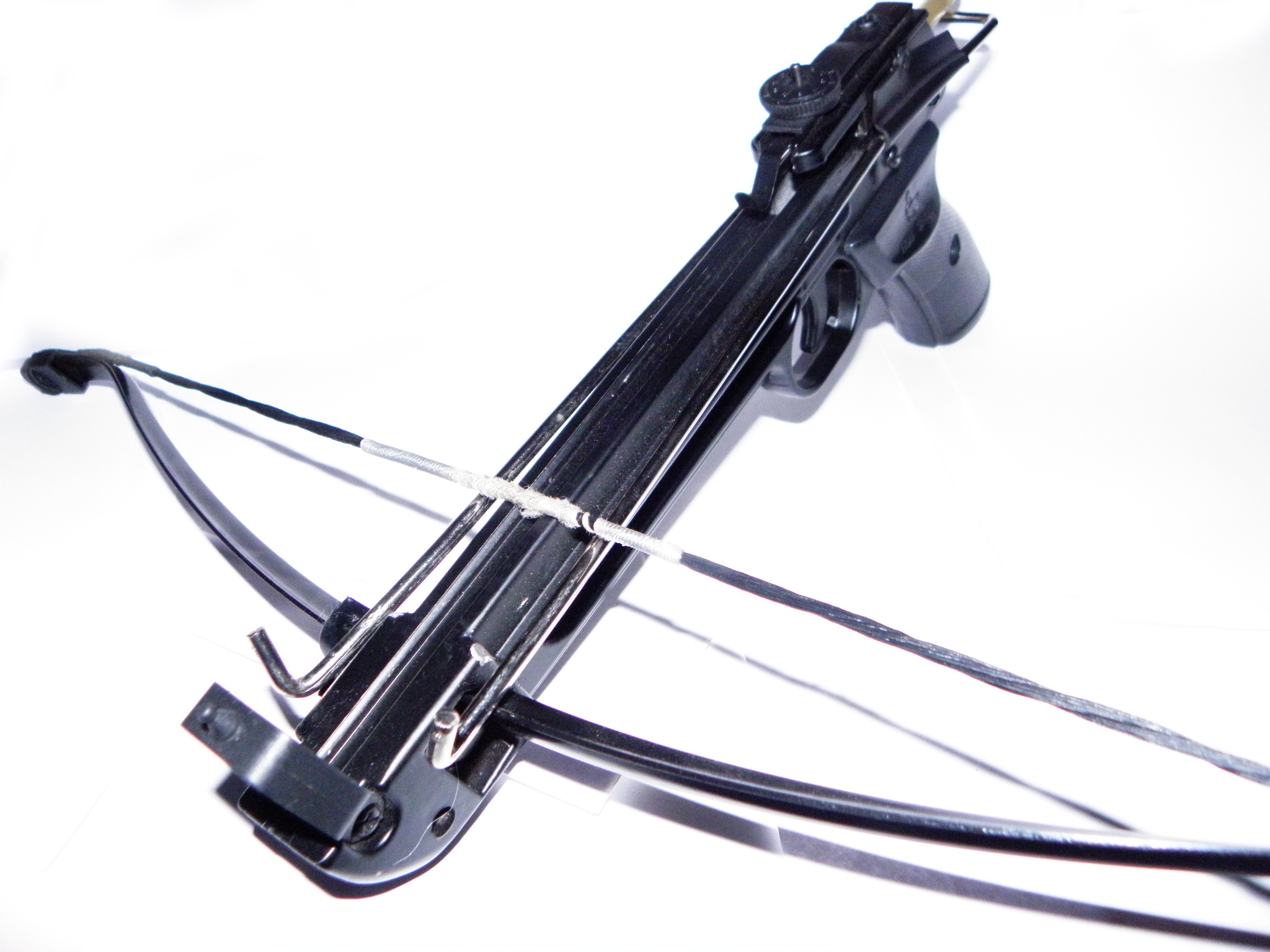
Besta-pistola moderna

As bestas-pistola modernas, sem embargo, têm hastes de alumínio ou mesmo de plástico, com cerca de 50 centímetros de comprimento, e arcos de fibra de vidro ou aço, de 40 centímetros de semicircunferência. Pesam perto de meio quilo, às vezes orçando até aos 600 gramas.
Disparam virotes, com uma potência tênsil esmada na ordem dos 25 aos 35 quilos, de molde a que cada disparo pode atingir velocidades na ordem dos 165 aos 170 quilómetros por hora, alcançando distâncias médias até 30 metros. O mecânismo despoletador do disparo, assenta num gatilho e a haste desta besta assemelha-se à coronha de uma pistola, daí que a arma se cognomine besta-pistola.

## Besta-automática
As versões mais modernas das bestas-pistola são as bestas automáticas. Estas bestas caracterizam-se por se armarem sozinhas, graças a um sistema pneumático de gás carbónico comprimido. A armação da besta demora pouco mais de dois segundos, sendo que cada cilindro de gás comprimido permite armar até 50 virotes de seguida, contanto que se mantenha uma temperatura ambiente entre os 20ºC e os -12ºC.
Tem um poder tênsil de disparo na ordem dos 35 quilos. É mormente utilizada no tiro ao alvo desportivo. Em inglês dá pelo nome de self cocking crossbow.